# Brachychroa
Brachychroa är ett släkte av steklar. Brachychroa ingår i familjen brokparasitsteklar.
Kladogram enligt Catalogue of Life:
| Brachychroa | \| \| Brachychroa curticornis \| \| \| \| \| \| Brachychroa labiosa \| \| \| \| \| \| Brachychroa scabra \| \| \| \| |
|             | \| \| Brachychroa curticornis \| \| \| \| \| \| Brachychroa labiosa \| \| \| \| \| \| Brachychroa scabra \| \| \| \| |
|             | Brachychroa curticornis                                                                                              |
|             | |
|             | Brachychroa labiosa                                                                                                  |
|             | |
|             | Brachychroa scabra                                                                                                   |
|             | |